# Cirurgia torácica
Cirurgia torácica é a especialidade médica que se ocupa do tratamento de patologias pulmonares e torácicas passíveis de abordagem cirúrgica à exceção das que acometem o coração e grandes vasos.
Esta especialidade é certificada ao médico que realize um período de formação tutelada, variante segundo os países. Em Portugal, o internato de Cirurgia Cardio-torácica compreende 72 meses de prática clínica e cirúrgica com avaliação final (teórica, prática e curricular). No Brasil a residência médica em cirurgia torácica tem a duração de 2 anos obrigatórios com um terceiro ano opcional e tem como pré-requisito obrigatório 2 anos de residência médica em cirurgia geral (Área básica).

## Exemplos de procedimentos cirúrgicos
- Traqueostomia
- Simpatectomia
- Lobectomia
- Segmentectomia
- Transplante pulmonar
- Drenagem da cavidade Pleural
- Cirurgia das deformidades da parede torácica anterior

## Exemplos de procedimentos cirúrgicos com uso de equipamentos
- Broncoscopia rígida
- Broncofibroscopia
- Mediastinoscopia
- Toracoscopia ou Pleuroscopia
- Cirurgia torácica vídeo-assistida

## Exemplos de órteses ouprótesesusadas na Cirurgia torácica
- Molde traqueal
- Sistema coletor de drenagem pleural ou mediastinal
- Sistema de aspiração contínua
- Dreno torácico